# 六甲基钨
六甲基鎢是一種過渡金屬烷基配合物，化學式{\displaystyle {\ce {W(CH3)6}}}，又可以寫作{\displaystyle {\ce {WMe6}}}。它在室溫下是一種對空氣敏感的紅色結晶狀固體；可是，它的揮發性非常高，在−30 °C會升華。由於它具備六個甲基，因此極易溶於石油、芳香烴、醚等有機溶劑。

## 分子結構
六甲基鎢采用扭曲的三角棱柱分子結構。其{\displaystyle {\ce {WC6}}}框架具有C3v 點群，而整個分子而言（包含氫）具有 C6點群。六甲基鎢的{\displaystyle {\ce {WC6}}}框架的結構可被想象成中間有一個中心原子（鎢），上下各有一組呈三角形的碳（一組有三個碳原子）。其中一組的三角形角度比較大（鍵角大）而比較近中心原子（鍵長短），而另外一組的三角形則相反，比較小（鍵角小），但距離中心原子較爲遠（鍵長長）。
一般的六配位金屬配合物的分子結構大部分都采取八面體形分子構型。但六甲基鎢是個特別的例子。其他采用扭曲的三角棱柱結構的化合物有[MoMe6], [NbMe
6]−
,和[TaPh
6]−
。采用普通的三角棱柱結構的化合物有[ReMe6] (d1)， [TaMe
6]−
 (d0)，和[ZrMe
6]2−
 (d0)。這些化合物不采用八面體形分子構型的原因是二階姜-泰勒效應。而在Seppelt 和 Pfennig的研究以前，Landis等人早已在1995年透過價鍵理論和VALBOND計算預測到六甲基鎢的結構是扭曲的三角棱柱。
最初，人們觀察六甲基鎢的紅外光譜時誤以爲其結構為八面體形分子構型。在1978年有份光電子能譜學的研究似乎證實了最初的判斷。八面體形分子構型的判定維持了20年。直到1989年，化學家Girolami 和 Morse 以X射線晶體學證明了 [Zr(CH
3)
6]2−
 是三角棱柱分子結構。他們更預測到 [Nb(CH
3)
6]−
、[Ta(CH
3)
6]−
、 W(CH3)6等d0 ML6 化合物會有三角棱柱的結構。這引起其他科學家對六甲基鎢結構的研究。通過氣相電子繞射，Volden et al.確認六甲基鎢采用具有 D3h 或C3v 點群的三角棱柱分子結構。在1996年，Seppelt et al.透過X光單晶繞射儀發現六甲基鎢采用扭曲的三角棱柱分子結構，這發現在1998年得以證實。

## 合成
在1973年，Wilkinson和 Shortland首次發表了六甲基鎢的合成的報告，他們在乙醚將甲基鋰與六氯化鎢反應，成功製備六甲基鎢。他們合成的動機在於之前科學家的研究發現具四面體結構的過渡金屬甲基配合物是熱不穩定的化合物，同時希望可以證明到具八面體形分子構型的過渡金屬甲基配合物可以更穩定。在1976年，Wilkinson 和 Galyer改良了先前的合成方法，改用三甲基鋁和三甲胺來代替甲基鋰。其化學式如下：
{\displaystyle {\ce {WCl6 + 6Al(CH3)3 -> W(CH3)6 + 6Al(CH3)2Cl}}} 

亦可使用二甲基鋅來烷基化六鹵化鎢，化學式如下：
{\displaystyle {\ce {WX6 + 3 Zn(CH3)2 -> W(CH3)6 + 3 ZnX2 (X = F, Cl)}}} 

## 反應
六甲基鎢會在室溫下分解，化學式大致如下：
{\displaystyle {\ce {W(CH3)6 -> 3 CH4 + (CH3)2 + W}}} 

與很多有機金屬化合物相似，六甲基鎢會與氧氣反應。它跟酸的反應會生成甲烷和其他不明的鎢化合物。
在−90 °C 的環境下，六甲基鎢可以跟被氖氣稀釋的氟氣反應，生成{\displaystyle {\ce {W(CF3)6}}}，產率為50%。{\displaystyle {\ce {W(CF3)6}}}是一種揮發性極高的白色固體。

## 潛在用途
科學家就利用六甲基鎢來生產用以鎢薄膜的化學氣相沉積的半導體裝置，在1991年於日本申請專利。但是直到現在，人們不用六甲基鎢，反而使用六氟化鎢和氫氣來生產這種裝置。

## 安全
有報告指出即使在沒有空氣的情況下使用六甲基鎢，依然發生嚴重的爆炸。